# Ivan Dresser
Ivan Chandler Dresser (ur. 3 lipca 1896 we Flandreau, zm. 27 grudnia 1956 w Nowym Jorku) – amerykański lekkoatleta specjalizujący się w biegach długodystansowych, złoty medalista olimpijski.

## Życiorys
W latach 1918 i 1919 dwukrotny mistrz federacji IC4A (ang. Intercollegiate Association of Amateur Athletes of America) w biegu na 2 mile. Uczestnik letnich igrzysk olimpijskich w Antwerpii w 1920 r., gdzie zdobył złoty medal w biegu drużynowym na dystansie 3000 metrów. Startował również w finale olimpijskim na 5000 metrów, biegu jednak nie ukończył i nie został sklasyfikowany.
Był absolwentem Uniwersytetu Cornella. W 1925 r. rozpoczął pracę w General Motors i w niedługim czasie stał się jednym z najlepszych menedżerów w firmie. Pełnił funkcje szefa sprzedaży w Belgii, dyrektora zarządzającego w Meksyku, regionalnego menedżera na obszar Europy i Afryki Południowej oraz specjalnego asystenta dyrektora generalnego GM (to stanowisko zajmował do śmierci). W 1955 r. w uznaniu zasług otrzymał z rąk króla Belgii Baldwina I Koburga order Leopolda II.
W 1985 r. został uhonorowany umieszczeniem w Galerii Gwiazd Uniwersytetu Cornella (ang. Cornell University Hall of Fame).

## Rekordy życiowe
- bieg na 2 mile – 9:22,4 – 1920
- bieg na 5000 metrów – 15:41,8 – 1920